# مسمومیت کاتالیزور
مسمومیت کاتالیزور به غیرفعال شدن جزئی یا کامل یک کاتالیزور توسط یک ترکیب شیمیایی اشاره دارد. مسمومیت به‌طور خاص به غیرفعال شدن توسط مواد شیمیایی اشاره دارد تا سازوکارهای دیگر تخریب کاتالیزور مانند تجزیه حرارتی یا آسیب فیزیکی. اگرچه این پدیده معمولاً نامطلوب است، اما زمانی که مسمومیت منجر به بهبود انتخاب‌پذیری کاتالیزور می‌شود، ممکن است مفید باشد (مثلا کاتالیزور لیندلار). یک مثال مهم و شناخته شده مسمومیت مبدل‌های کاتالیزوری خودرو با سوخت حاوی سرب است.

## همچنین ببینید
- بازدارنده واکنش
- بازدارنده آنزیم